# رود وليامز
رود وليامز (بالإنجليزية: Rod Williams)‏ هو لاعب كرة قدم أمريكية أمريكي، ولد في 15 يناير 1973.